# Мельников Степан Кирилович
Степан Кирилович Мельников (рос. Степа́н Кири́ллович Ме́льников, нар. 25 квітня 2002, Москва, Росія) — російський футболіст, півзахисник клубу «Ростов».

## Ігрова кар'єра

### Клубна
Степан Мельников є вихованцем футбольної академії московського «Спартака». У 2021 році футболіста було включено до складу першої команди. Свою єдину гру у складі «Спартака» Мельников провів 29 листопада 2021 року, коли вийшов на заміну у матчі чемпіонату країни проти «Уфи». Весь 2021 рік півзахисник грав у другому складі московського клубу.
У січні 2022 року Мельников перейшов до клубу «Ростов», підписавши контракт на чотири з половиною роки. Сезон 2023/24 футболіст провів в оренді в клубі Першої ліги «Аланія» (Владикавказ).

### Збірна
У 2019 році в складі юнацької збірної Росії (U-17) Степан Мельников брав участь у Юнацькому чемпіонаті Європи в Ірландії.